# Jourdan Serderidis
Jourdan Serderidis (Yvoir, 29 gennaio 1964) è un pilota di rally greco con cittadinanza belga, vincitore del World Rally Championship Trophy 2017.

## Carriera
Nel 2013 ha fatto il suo esordio nel Campionato del Mondo al Rally di Gran Bretagna con una Ford Fiesta R5, per poi partecipare al campionato WRC-2 dal 2014 fino al 2016.
Nel 2017 ha vinto il Trofeo WRC su una Citroën DS3 WRC, ottenendo su 6 gare 3 vittorie e 3 podi.
Nella sua carriera ha anche preso parte a 27 gare del World Rally Championship tra il 2013 e il 2022, ottenendo piazzamento un 7° su una Ford Puma Rally1 durante il Safari Rally 2022.

## Risultati nel mondiale rally

### WRC
| 2013 | Scuderia | Vettura        |  |  |  |  |  |  |  |  |  |  |  |  |    |  |  |  | Punti | Pos. |
| ---- | -------- | -------------- |  |  |  |  |  |  |  |  |  |  |  |  | -- |  |  |  | ----- | ---- |
| 2013 |          | Ford Fiesta R5 |  |  |  |  |  |  |  |  |  |  |  |  | 34 |  |  |  | 0     |      |

| 2014 | Scuderia     | Vettura        |    |     |  |  |  |  |    |  |  |     |    |    |    |  |  |  | Punti | Pos. |
| ---- | ------------ | -------------- | -- | --- |  |  |  |  | -- |  |  | --- | -- | -- | -- |  |  |  | ----- | ---- |
| 2014 | J-Motorsport | Ford Fiesta R5 | 31 | Rit |  |  |  |  | 30 |  |  | Rit | 53 | 40 | 33 |  |  |  | 0     |      |

| 2015 | Scuderia | Vettura        |     |  |    |  |  |  |    |  |    |  |    |  |  |  |  |  | Punti | Pos. |
| ---- | -------- | -------------- | --- |  | -- |  |  |  | -- |  | -- |  | -- |  |  |  |  |  | ----- | ---- |
| 2015 |          | Citroën DS3 R5 | Rit |  | 19 |  |  |  | 45 |  | 40 |  | 50 |  |  |  |  |  | 0     |      |

| 2016 | Scuderia | Vettura        |     |  |  |  |  |  |  |  |    |  |  |  |  |    |  |  | Punti | Pos. |
| ---- | -------- | -------------- | --- |  |  |  |  |  |  |  | -- |  |  |  |  | -- |  |  | ----- | ---- |
| 2016 |          | Citroën DS3 R5 | Rit |  |  |  |  |  |  |  | 37 |  |  |  |  | 32 |  |  | 0     |      |

| 2017 | Scuderia     | Vettura         |    |  |  |  |  |  |  |    |  |    |    |    |   |  |  |  | Punti | Pos. |
| ---- | ------------ | --------------- | -- |  |  |  |  |  |  | -- |  | -- | -- | -- | - |  |  |  | ----- | ---- |
| 2017 | J-Motorsport | Citroen DS3 WRC | 29 |  |  |  |  |  |  | 30 |  | 25 | 33 | 42 | 9 |  |  |  | 2     | 22º  |

| 2018 | Scuderia         | Vettura         |  |  |  |  |  |  |  |  |    |  |  |  |    |  |  |  | Punti | Pos. |
| ---- | ---------------- | --------------- |  |  |  |  |  |  |  |  | -- |  |  |  | -- |  |  |  | ----- | ---- |
| 2018 | M-Sport Ford WRT | Ford Fiesta WRC |  |  |  |  |  |  |  |  | 18 |  |  |  | 10 |  |  |  | 1     | 30º  |

| 2021 | Scuderia         | Vettura         |  |  |  |  |  |  |  |  |    |  |  |  |  |  |  |  | Punti | Pos. |
| ---- | ---------------- | --------------- |  |  |  |  |  |  |  |  | -- |  |  |  |  |  |  |  | ----- | ---- |
| 2021 | M-Sport Ford WRT | Ford Fiesta WRC |  |  |  |  |  |  |  |  | 23 |  |  |  |  |  |  |  | 0     |      |

| 2022 | Scuderia         | Vettura                                          |  |  |  |  |    |   |  |  |  |     |  |    |  |  |  |  | Punti | Pos. |
| ---- | ---------------- | ------------------------------------------------ |  |  |  |  | -- | - |  |  |  | --- |  | -- |  |  |  |  | ----- | ---- |
| 2022 | M-Sport Ford WRT | Škoda Fabia Rally2 Evo e Ford Puma Rally1 Hybrid |  |  |  |  | 20 | 7 |  |  |  | Rit |  | 28 |  |  |  |  | 6     | 23º  |

| 2023 | Scuderia         | Vettura                 |    |  |    |  |  |  |     |  |  |    |  |  |  |  |  |  | Punti | Pos. |
| ---- | ---------------- | ----------------------- | -- |  | -- |  |  |  | --- |  |  | -- |  |  |  |  |  |  | ----- | ---- |
| 2023 | M-Sport Ford WRT | Ford Puma Rally1 Hybrid | 24 |  | 18 |  |  |  | Rit |  |  | 17 |  |  |  |  |  |  | 0     |      |

| 2024 | Scuderia                                  | Vettura                                                         |    |  |   |  |  |  |  |  |  |    |  |    |  |  |  |  | Punti | Pos. |
| ---- | ----------------------------------------- | --------------------------------------------------------------- | -- |  | - |  |  |  |  |  |  | -- |  | -- |  |  |  |  | ----- | ---- |
| 2024 | M-Sport Ford WRT M-Sport World Rally Team | Volkswagen Polo GTI R5 Ford Puma Rally1 Hybrid Ford Puma Rally1 | 25 |  | 9 |  |  |  |  |  |  | 14 |  | 20 |  |  |  |  | 2     | 29º  |

| 2025 | Scuderia         | Vettura          |  |    |   |  |  |    |     |  |  |  |  |  |  |  |  |  | Punti | Pos. |
| ---- | ---------------- | ---------------- |  | -- | - |  |  | -- | --- |  |  |  |  |  |  |  |  |  | ----- | ---- |
| 2025 | M-Sport Ford WRT | Ford Puma Rally1 |  | 33 | 8 |  |  | 25 | Rit |  |  |  |  |  |  |  |  |  | 4     |      |

| Legenda | 1º posto | 2º posto | 3º posto | A punti | Senza punti | Ritirato | Squalificato | NP=Non partito C=Gara cancellata | Apice=Power stage |

### WRC-2
| 2014 | Scuderia     | Vettura        |   |     |  |  |  |  |   |  |  |     |   |   |    |  |  |  | Punti | Pos. |
| ---- | ------------ | -------------- | - | --- |  |  |  |  | - |  |  | --- | - | - | -- |  |  |  | ----- | ---- |
| 2014 | J-Motorsport | Ford Fiesta R5 | 6 | Rit |  |  |  |  | 9 |  |  | Rit | 7 | 8 | 10 |  |  |  | 21    | 18º  |

| 2015 | Scuderia | Vettura        |     |  |   |  |  |  |    |  |    |  |    |  |  |  |  |  | Punti | Pos. |
| ---- | -------- | -------------- | --- |  | - |  |  |  | -- |  | -- |  | -- |  |  |  |  |  | ----- | ---- |
| 2015 |          | Citroën DS3 R5 | Rit |  | 7 |  |  |  | 16 |  | 15 |  | 11 |  |  |  |  |  | 6     | 36º  |

| 2016 | Scuderia | Vettura        |     |  |  |  |  |  |  |  |    |  |  |  |  |   |  |  | Punti | Pos. |
| ---- | -------- | -------------- | --- |  |  |  |  |  |  |  | -- |  |  |  |  | - |  |  | ----- | ---- |
| 2016 |          | Citroën DS3 R5 | Rit |  |  |  |  |  |  |  | 14 |  |  |  |  | 5 |  |  | 10    | 31º  |

| 2022 | Scuderia | Vettura                |  |  |  |  |    |  |  |  |  |  |  |  |  |  |  |  | Punti | Pos. |
| ---- | -------- | ---------------------- |  |  |  |  | -- |  |  |  |  |  |  |  |  |  |  |  | ----- | ---- |
| 2022 |          | Škoda Fabia Rally2 Evo |  |  |  |  | 13 |  |  |  |  |  |  |  |  |  |  |  | 0     |      |

| 2024 | Scuderia | Vettura                |    |  |  |  |  |  |  |  |  |  |  |  |  |  |  |  | Punti | Pos. |
| ---- | -------- | ---------------------- | -- |  |  |  |  |  |  |  |  |  |  |  |  |  |  |  | ----- | ---- |
| 2024 |          | Volkswagen Polo GTI R5 | 10 |  |  |  |  |  |  |  |  |  |  |  |  |  |  |  | 1     | 57º  |

| Legenda | 1º posto | 2º posto | 3º posto | A punti | Senza punti | Ritirato | Squalificato | NP=Non partito C=Gara cancellata | Apice=Power stage |

### WRC-2 Master Cup
| 2022 | Scuderia | Vettura                |  |  |  |  |   |  |  |  |  |  |  |  |  |  |  |  | Punti | Pos. |
| ---- | -------- | ---------------------- |  |  |  |  | - |  |  |  |  |  |  |  |  |  |  |  | ----- | ---- |
| 2022 |          | Škoda Fabia Rally2 Evo |  |  |  |  | 2 |  |  |  |  |  |  |  |  |  |  |  | 18    | 15º  |

| 2024 | Scuderia | Vettura                |   |  |  |  |  |  |  |  |  |  |  |  |  |  |  |  | Punti | Pos. |
| ---- | -------- | ---------------------- | - |  |  |  |  |  |  |  |  |  |  |  |  |  |  |  | ----- | ---- |
| 2024 |          | Volkswagen Polo GTI R5 | 3 |  |  |  |  |  |  |  |  |  |  |  |  |  |  |  | 15    | 22º  |

| Legenda | 1º posto | 2º posto | 3º posto | A punti | Senza punti | Ritirato | Squalificato | NP=Non partito C=Gara cancellata | Apice=Power stage |

### WRC-2 Challenger
| 2024 | Scuderia | Vettura                |   |  |  |  |  |  |  |  |  |  |  |  |  |  |  |  | Punti | Pos. |
| ---- | -------- | ---------------------- | - |  |  |  |  |  |  |  |  |  |  |  |  |  |  |  | ----- | ---- |
| 2024 |          | Volkswagen Polo GTI R5 | 8 |  |  |  |  |  |  |  |  |  |  |  |  |  |  |  | 4     | 47º  |

| Legenda | 1º posto | 2º posto | 3º posto | A punti | Senza punti | Ritirato | Squalificato | NP=Non partito C=Gara cancellata | Apice=Power stage |

### WRC Trophy
| 2017 | Scuderia     | Vettura         |   |  |  |  |  |  |  |   |  |   |   |   |   |  |  |  | Punti | Pos. |
| ---- | ------------ | --------------- | - |  |  |  |  |  |  | - |  | - | - | - | - |  |  |  | ----- | ---- |
| 2017 | J-Motorsport | Citroën DS3 WRC | 1 |  |  |  |  |  |  | 2 |  | 2 | 3 | 1 | 1 |  |  |  | 126   | 1º   |

| Legenda | 1º posto | 2º posto | 3º posto | A punti | Senza punti | Ritirato | Squalificato | NP=Non partito C=Gara cancellata | Apice=Power stage |

## Palmarès

### Rally

#### World Rally Championship Trophy
2017
- su Citroën DS3 WRC

### Vittorie nel WRC Trophy
| # | Stagione | Evento                 | Co-pilota         | Auto            | Squadra      |
| - | -------- | ---------------------- | ----------------- | --------------- | ------------ |
| 1 | 2017     | Rally di Monte Carlo   | Frédéric Miclotte | Citroën DS3 WRC | -            |
| 2 | 2017     | Rally di Gran Bretagna | Frédéric Miclotte | Citroën DS3 WRC | J-Motorsport |
| 3 | 2017     | Rally d'Australia      | Frédéric Miclotte | Citroën DS3 WRC | -            |

### Vittorie in altri Rally
| # | Stagione | Campionato          | Evento                   | Co-pilota         | Auto                    |
| - | -------- | ------------------- | ------------------------ | ----------------- | ----------------------- |
| 1 | 2015     | ASAF RS Div 4       | Rallye Sprint de Haillot | Olivier Beck      | Citroën DS3 R5          |
| 2 | 2017     | Euro Rallye Trophée | Rallye des Ardennes      | Frédéric Miclotte | Citroën DS3 WRC         |
| 3 | 2017     | ASAF RS Div 4       | Rallye Sprint de Haillot | Olivier Beck      | Citroën DS3 WRC         |
| 4 | 2018     | ASAF RS Div 4       | Rallye Sprint de Haillot | Olivier Beck      | Citroën DS3 WRC         |
| 5 | 2018     | ASAF Rallye Div 4   | Boucles Chevrotines      | Frédéric Miclotte | Citroën DS3 WRC         |
| 6 | 2022     | ASAF Rallye Div 4   | Rallye de Hannut         | Frédéric Miclotte | Ford Puma Rally1 Hybrid |
| 7 | 2022     | ASAF Rallye Div 4   | Rallye des Ardennes      | Frédéric Miclotte | Ford Puma Rally1 Hybrid |